# Джулукуль
Джулукуль (Джулу-Куль) — высокогорное озеро на востоке Республики Алтай РФ. Находится на территории Алтайского заповедника, в Улаганском районе Республики Алтай. Находится северо-западнее, неподалёку от озера Хиндиктиг-Холь. Второе по величине озеро республики Алтай. Площадь поверхности — 29,5 км².

## Физико-географическая характеристика
Находится в верховьях реки Чулышман на высоте 2198,8 м. Длина озера — 10 км, ширина — 3,5 км, площадь около 30 км², глубина — 7 м. Озеро моренно-подпрудного происхождения. Берега низменны, заболочены, заняты карликовой берёзой и травами. Джулукульская котловина является уникальной природной лабораторией для изучения древнего оледенения Горного Алтая.

## Фауна
Озеро изобилует рыбой. Большой интерес представляет птичий базар — единственный на Алтае, где гнездятся редкие виды птиц: бакланы и чайки.